# Pablo Lima Olid
Pablo Martín Lima Olid (Montevideo, 26 de marzo de 1981) es un exfutbolista uruguayo que se desempeñaba como defensor; lateral izquierdo o marcador central. Su último equipo fue el Danubio de la Primera División de Uruguay.

## Trayectoria
Lima comenzó su carrera profesional, en Danubio de la Primera División de Uruguay, con el equipo ganó dos veces el Campeonato Uruguayo (temporada 2004 y 2006-07). También consiguiendo: entre Apertura, Clausura y otros torneos, segundo jugador más ganador de la historia de Danubio. En 2007 se incorporó a Vélez Sarsfield de la Primera División de Argentina para jugar el Torneo Apertura. Lima marcó un récord en torneos cortos al ser expulsado en el primer partido de Vélez en el campeonato (contra Colón) a los 2 minutos y 45 segundos tras una dura falta a Pablo Jerez. Aun así Vélez ganó el partido 1:0. En su primer campeonato con el equipo argentino Lima marcó dos goles de tiro libre y fue titular en el torneo, desempeñándose en este club durante dos años de forma consecutiva.
En el Torneo Clausura 2009 se fue a préstamo a jugar a Rosario Central, donde marcó dos goles de tiro libre (ante Lanús y Argentinos Juniors) y se desempeñó de forma impecable durante todo el torneo, debido a esto fue uno de los pilares, siendo titular en el equipo rosarino.
Luego nuevamente regresó al Vélez Sarsfield donde jugó hasta el año 2010 marcando en este tiempo dos goles más. Luego de finalizar su contrato con dicha entidad, fue comprado por el IRAKLIS de la ciudad de Thessaloniki (Grecia) donde jugó un total de treinta partidos marcando tres goles. Luego de una gran temporada en el fútbol europeo, decide retornar a Argentina, para la temporada 2011-12 sumándose a las filas de Colón. Sin haber tenido ahí su oportunidad, es contratado por Quilmes donde actualmente posee un gol en su haber después de tan solo sus primeros dos partidos.
Finalmente en 2013, se queda fuera de Quilmes, quedándose Libre. Luego fue contratado por Danubio por 6 meses (aunque se registró el contrato por un año) donde jugó el Torneo Apertura donde fue Campeón. Al rescindir el contrato con Danubio quedó Libre y el 21 de diciembre fue traspasado a Peñarol donde participaría por la Copa Libertadores y el torneo local, pero no tuvo casi ninguna participación en los siguientes torneos locales. A finales de junio de 2015, luego de terminar su contrato con Peñarol, vuelve a Danubio a pesar de saber que sería suplente. Decidió retirarse en el club que es hincha a finales de mayo de 2016, cuando se disputó contra Wanderers el último partido en Jardines del Hipódromo por el Torneo Clausura, siendo ovacionado por la parcialidad danubiana que fue a despedirlo. Actualmente es Gerente Deportivo de Danubio.

## Selección nacional
Lima ha jugado 19 partidos y convertido dos goles entre partidos oficiales y amistosos con la Selección de fútbol de Uruguay desde su debut en la Copa América 2001. Además, jugó con su seleccionado en la categoría Sub -20, (sudamericano) y Sub-23 el Torneo Preolímpico Sudamericano Sub-23 de 2004.

### Participaciones enCopa América
| Copa              | Sede     | Resultado    | Partidos | Goles |
| ----------------- | -------- | ------------ | -------- | ----- |
| Copa América 2001 | Colombia | Cuarto lugar | 4        | 1     |

## Clubes
| Club            | País      | Año       |
| --------------- | --------- | --------- |
| Danubio         | Uruguay   | 2001-2007 |
| Vélez Sarsfield | Argentina | 2007-2008 |
| Rosario Central | Argentina | 2009      |
| Vélez Sarsfield | Argentina | 2009-2010 |
| Iraklis FC      | Grecia    | 2010-2011 |
| Colón           | Argentina | 2011-2012 |
| Quilmes         | Argentina | 2012-2013 |
| Danubio         | Uruguay   | 2013      |
| Peñarol         | Uruguay   | 2014-2015 |
| Danubio         | Uruguay   | 2015-2016 |

## Palmarés

### Campeonatos nacionales
| Título              | Club    | País    | Año  |
| ------------------- | ------- | ------- | ---- |
| Campeonato Uruguayo | Danubio | Uruguay | 2004 |
| Campeonato Uruguayo | Danubio | Uruguay | 2007 |
| Campeonato Uruguayo | Danubio | Uruguay | 2014 |